# Лекуэ, Иньиго
Иньиго Лекуэ Мартинес (исп. Iñigo Lekue Martínez, баскский: [iɲiɣo lekue maɾtines̻]; испанский: [ˈiɲiɣo ˈlekwe maɾˈtineθ]; 4 мая 1993, Бильбао, Испания) — испанский футболист, правый защитник клуба «Атлетик Бильбао».

## Клубная карьера
Лекуэ родился в Бильбао, Бискайя. 21 июня 2013 года, Лекуэ дебютировал в Бильбао Атлетике в Сегунде Б. Официальный дебют в Атлетике Бильбао состоялся 15 августа 2015 года, когда он вышел заменив Мерино, Сабин во втором тайме, в домашнем матче с Барселоной в Суперкубке Испании.

## Достижения
«Атлетик Бильбао»
- Обладатель Кубка Испании: 2023/24
- Обладатель Суперкубка Испании (2): 2015, 2020/21